# Chiesa di San Vigilio (Cles)
La chiesa di San Vigilio è un luogo di culto di Pez, frazione di Cles, nella provincia e arcidiocesi di Trento. La chiesa conserva affreschi trecenteschi opera di Johannes da Volpino.

## Storia

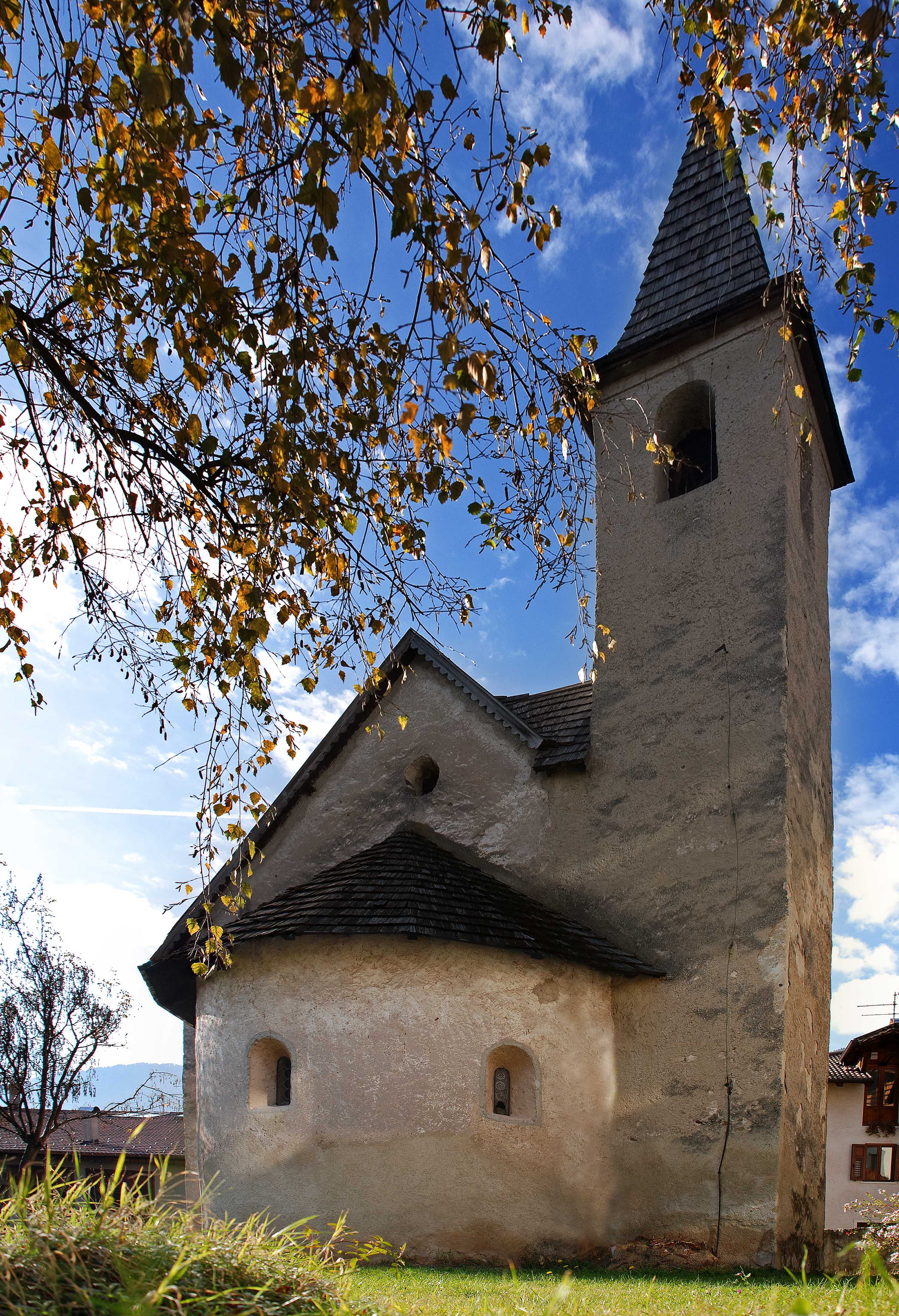
Il retro della chiesa con il campanile

La chiesa di San Vigilio è la più antica di Cles, approssimativamente, fu costruita nel XII secolo; è menzionata a partire dal dicembre del 1191, quando il vescovo di Trento Corrado II investe i fratelli Giovanni e Vitale, figli del vicedomino Bertoldo "in Cleis, iuxta tribunam capelle Sancti Vigilii...". 
L'edificio, seppur modificato in epoche successive, presenta ancora tracce della struttura originaria.

## Descrizione

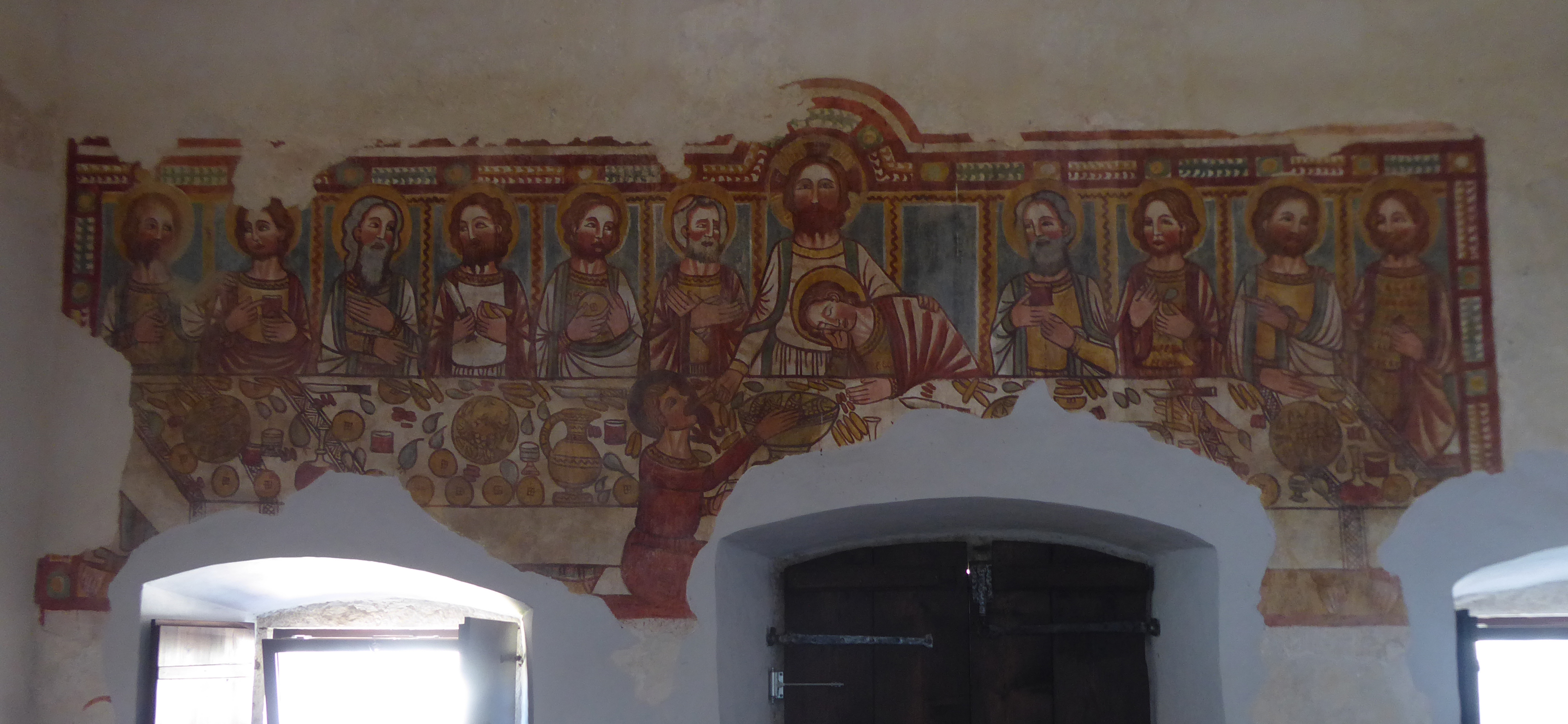
Ultima cena

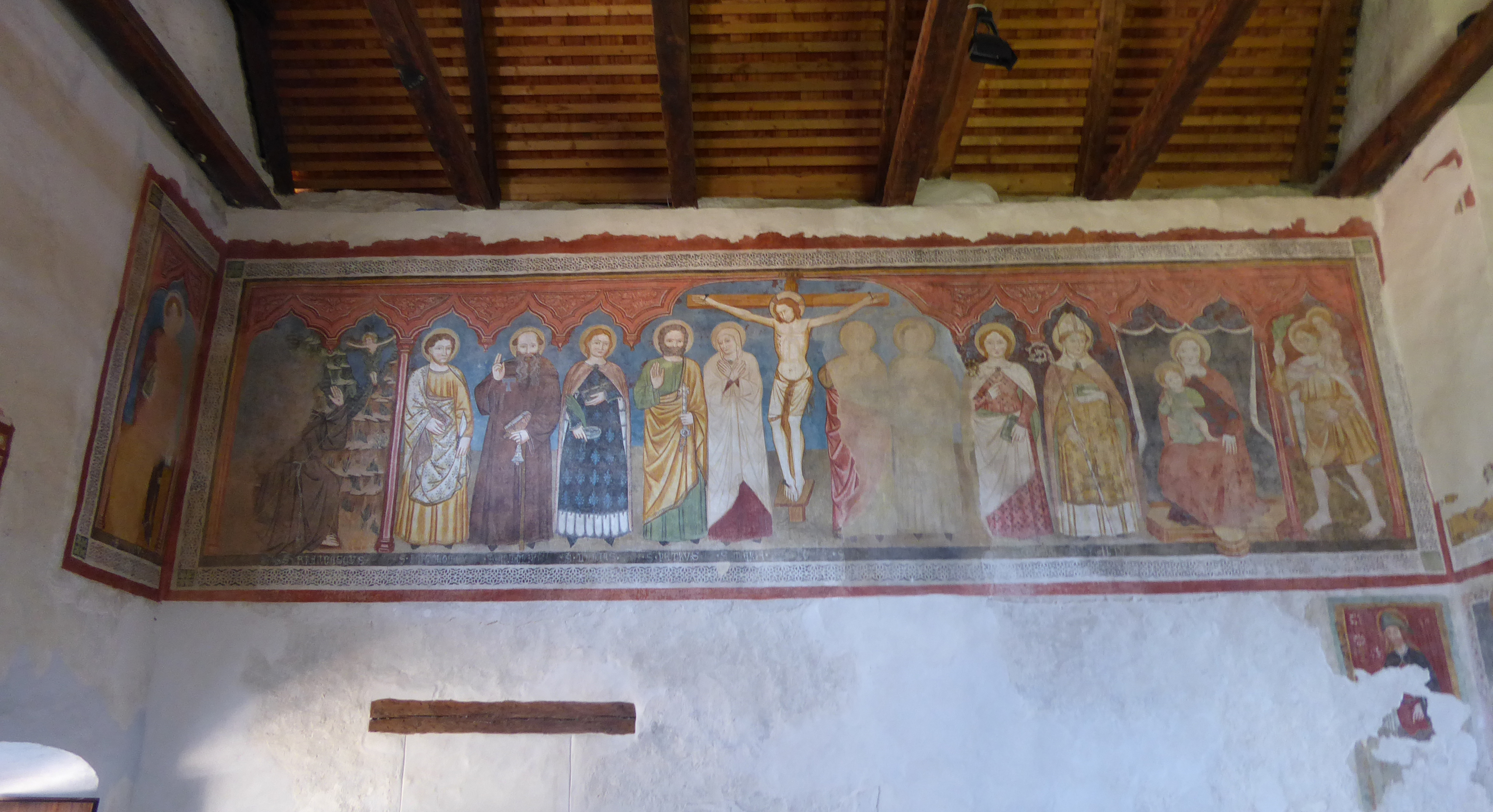
Crocifissione

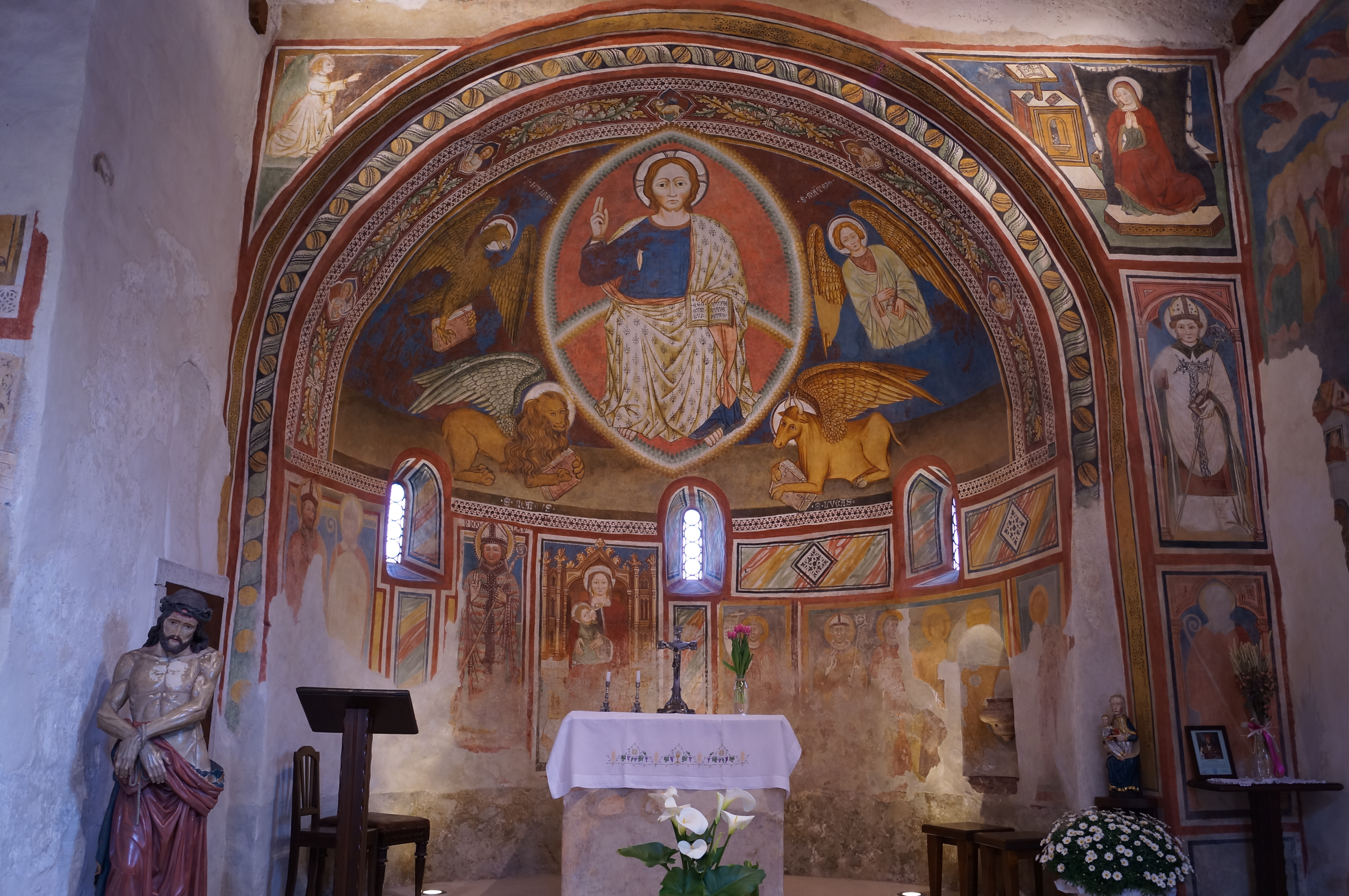
Zona absidale

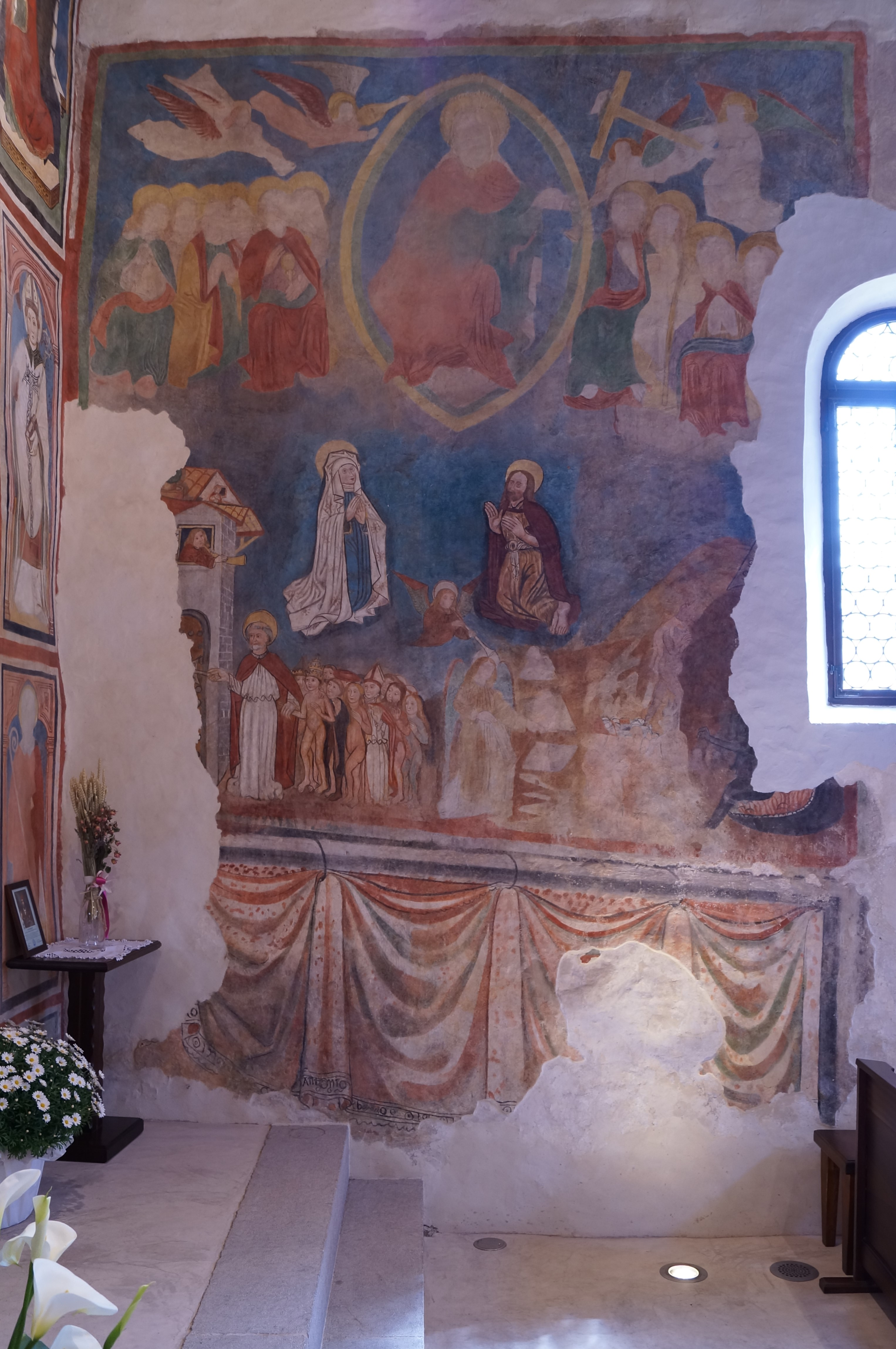
Giudizio Universale

### Esterno
La facciata principale presenta un portale d'accesso lapideo rinascimentale, sormontato da un'apertura semicircolare e affiancato da due finestre quadrangolari caratterizzate da una cornice lapidea. 
La fiancata sinistra non reca aperture, ma è caratterizzata dall'accesso originario della chiesa, ora tamponato.
Il tetto è a ripidi spioventi ricoperti da scandole.

### Campanile
Il campanile a cuspide è parzialmente incassato nelle mura della chiesa all'altezza del presbiterio. È di forma quadrangolare ed è aperto su tutti i lati. Le monofore sono poste alla stessa altezza della cella campanaria

### Interno
L'interno è costituito da un ambiente ad aula unica, chiusa da un'abside semicircolare.
La struttura portante verticale è in pietrame ed è stata intonacata, mentre le strutture di orizzontamento sono formate da capriate lignee sulla navata, che sostituiscono l'originale copertura a volte a crociera, e dalla volta a catino, sovrastante l'abside, realizzato in muratura.

### Affreschi

#### Ultima Cena
Si trova sulla controfacciata, potrebbe essere attribuita all'artista Johannes da Volpino, frescante di origine lombarda che ipoteticamente fece questa raffigurazione verso la fine del Trecento. L'iconografia è tipica dell'arte romana, infatti le figure sono inquadrate in cornici serpentinate che delimitano lo spazio e danno maggior senso di volumetria alle immagini. La scena si svolge secondo le Scritture degli evangelisti, vediamo per esempio Giovanni addormentato alla sinistra di Gesù, san Pietro con il coltello in mano e Giuda Iscariota è rappresentato con le mani nel piatto, dall'altra parte del tavolo più piccolo rispetto alle altre figure e con un'aureola più scura.

#### Giudizio Universale
Sulla facciata destra campeggia un Giudizio Universale, risalente alla fine del Quattrocento ed attribuito ad un artista tirolese. Nella parte alta è raffigurato un Cristo in mandorla attorniato da angeli e santi, nella parte intermedia sono presenti la Madonna e San Giuseppe e nella parte bassa è raffigurata una scena in cui si vedono le anime in fila, san Pietro con le chiavi in mano che si accinge ad aprire la porta del Paradiso e si può notare anche una parte di Inferno nella parte destra.

#### Crocefissionee gli affreschi nella zona absidale
Sulla parte alta della parete sinistra, è raffigurata la Crocifissione, circondata da un corteo di santi, dove si può notare San Vigilio, vescovo di Trento del IV secolo a cui è dedicata la chiesa. Quest’opera risale al XV secolo ed è opera del Maestro del Cristo Pantocratore. Si attribuisce a questo pittore anche i gruppi di affreschi del catino absidale e dell’arco santo. Nel catino absidale è raffigurato il Cristo Pantocratore in mandorla iridata su uno sfondo rosso, circondato dal tetramorfo, ovvero la rappresentazione zoomorfa dei quattro evangelisti (il leone alato di S. Marco, il toro alato di S. Luca, l'angelo di S. Matteo e l'aquila di S. Giovanni). Cristo in mandorla è in atto benedicente e regge nella mano destra un libro nelle cui pagine è scritto EGO SUM LUX MUNDI VIA VERITAS (io sono la luce del mondo, la via e la verità).  Sulla sommità dell’arco santo è raffigurata l’Annunciazione, con l’Arcangelo Gabriele a sinistra e la Vergine in trono a destra. Sotto la Vergine, è rappresentata un altro San Vigilio benedicente, mentre la parte sinistra è andata persa a causa dei tanti interventi di ristrutturazione. Infine al centro del registro inferiore dell’abside si può notare la Madonna che allatta.

## Opere di restauro
- 1672: vennero effettuati degli ampliamenti interni. In questo periodo venne tamponato l'ingresso a settentrione, in favore all'ingresso a occidente. Vennero ribassate e rafforzate le pareti e il campanile venne elevato e dotato di un accesso dalla navata. Dentro l’abside venne costruita una fontanella a catino e venne elevato l’altare maggiore. Infine venne aperta una finestra lunettata presso la facciata.[2]
- 1851-1854: durante questo periodo di tempo la chiesa viene interamente restaurata all’interno grazie a una richiesta da parte del decano Antonio Clavi nel 1845.[2]
- 1900-1907: in questi anni avvenne il rifacimento della pavimentazione, la quale inizialmente era di piastrelle in graniglia di cemento decorate con una trama a croci e si suppone che risalga al principio del XX secolo. Questa ipotesi è stata confermata anche dalla relazione tecnica del progetto di restauro conservativo fatta da Ruggero Mucchi nell'anno 2011.[2]
- 1932: in quest’anno si effettua un ulteriore restaurazione interna, questa volta però, mirata al rivestimento di altri affreschi, i quali vengono riportati alla luce e ne viene riconosciuta la lettura con aggiunte a secco. Tutto questo accadde perché Giuseppe Gerola, il quale allora era soprintendente alle belle arti di Trento, incuriosito dagli affreschi presenti nell’interno della chiesa, effettuò i restauri nel 1932. Durante i restauri, viene eliminata la volta a crociera ed i pilastri su cui appoggiava in favore di un soffitto ligneo fissato alle capriate, che vengono in quell’occasione ricollegate con nuove catene (gli interventi di realizzazione della volta avevano reso necessario l’utilizzo di capriate zoppe), inoltre durante i lavori, le finestre absidali vengono modernizzate e gli altari laterali vengono rimossi.[2][3]
- 1975-1976: la chiesa venne restaurata nuovamente, e del XXI secolo dal sindaco di Cles, Ruggero Mucchi.[2]